# Charlotte Link

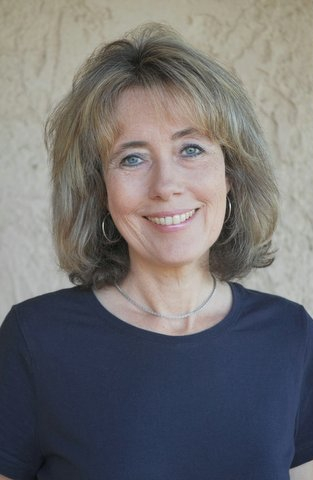
Charlotte Link (2018)

Charlotte Link (* 5. Oktober 1963 in Frankfurt am Main) ist eine deutsche Schriftstellerin. Sie gehört zu den kommerziell erfolgreichsten deutschsprachigen Autorinnen der Gegenwart.

## Leben
Charlotte Link wurde 1963 als Tochter des Juristen Horst Link und der Autorin Almuth Link in Frankfurt am Main geboren. Ihr Abitur legte sie an der Christian-Wirth-Schule in Usingen ab. Weniger aus Familientradition – ihr Vater war Richter am Oberlandesgericht – vielmehr weil sie gegen Unrecht an Tieren vorgehen wollte, studierte sie sechs Semester lang Jura an der Universität Frankfurt. Sie wechselte 1986 nach München zu den Fächern Geschichte und Literaturwissenschaft.
Link lebt mit ihrem Lebensgefährten in Wiesbaden. Als aktive Tierschützerin engagiert sie sich für PETA und für Straßenhunde in der Türkei und in Spanien. Sie gibt zudem Sprachkurse für Flüchtlinge.
Im Juni 2024 gab Link über die Social-Media-Plattform Instagram bekannt, dass sie schwerwiegend erkrankt sei und für das laufende Jahr ausnahmslos alle Termine, einschließlich der Frankfurter Buchmesse, absage.

## Wirken
An ihrem Erstlingswerk Die schöne Helena begann Link bereits mit 16 Jahren zu schreiben und veröffentlichte es im Alter von 19 Jahren. Sie wurde sowohl mit Gesellschaftsromanen als auch mit psychologischen Spannungsromanen in englischer Erzähltradition bekannt. Die Titel Sturmzeit, Wilde Lupinen und Die Stunde der Erben sind eine Trilogie, die neben anderen Werken vom ZDF für das Fernsehen in dem Fünfteiler Sturmzeit verfilmt wurde. Der Roman Am Ende des Schweigens wurde 2004 in der Kategorie Belletristik für den Deutschen Bücherpreis nominiert; ihr 2000 erschienener Roman Die Rosenzüchterin führte mehrere Wochen die Spiegel-Bestsellerliste an. Die Gesamtauflage ihrer Romane liegt im deutschsprachigen Raum bei über 32 Millionen (Stand: September 2022).
2014 erschien ihr Buch über die letzten Jahre ihrer an Krebs erkrankten Schwester, die sie während ihrer Krankheit begleitete.

## Auszeichnungen
2007 erhielt Charlotte Link für ihr literarisches Werk die Goldene Feder.

## Bibliografie
Romane:
- Cromwells Traum oder Die schöne Helena, 1985.
- Wenn die Liebe nicht endet, 1986.
- Die Sterne von Marmalon, 1987.
- Verbotene Wege, 1987.
- Schattenspiel, 1993.
- Die Sünde der Engel, 1996.
- Das Haus der Schwestern, 1997.
- Der Verehrer, 1998.
- Die Rosenzüchterin, 2000.
- Die Täuschung, 2002.
- Am Ende des Schweigens, 2003.
- Der fremde Gast, 2005.
- Die Insel, 2006.
- Das Echo der Schuld, 2006 (Platz 1 der Spiegel-Bestsellerliste vom 9. bis zum 15. Oktober 2006).
- Die letzte Spur. Goldmann, München 2008, ISBN 978-3-442-46458-6.
- Das andere Kind. Blanvalet, München 2009, ISBN 978-3-7645-0279-9 (Platz 1 der Spiegel-Bestsellerliste vom 14. bis zum 20. September 2009).
- Der Beobachter. Goldmann, München 2011, ISBN 978-3-442-36726-9.
- Im Tal des Fuchses. Blanvalet, München 2012, ISBN 978-3-7645-0350-5.
- Die Entscheidung. Blanvalet, München 2016, ISBN 978-3-7645-0441-0 (Platz 1 der Spiegel-Bestsellerliste vom 17. bis zum 23. September 2016).

Kate-Linville-Reihe:
- Die Betrogene. Blanvalet, München 2015, ISBN 978-3-7341-0085-7.
- Die Suche, Blanvalet, München 2018, ISBN 978-3-7645-0442-7.
- Ohne Schuld, Blanvalet, München 2020, ISBN 978-3-7645-0738-1.
- Einsame Nacht, Blanvalet, München 2022, ISBN 978-3-7645-0814-2
- Dunkles Wasser, Blanvalet, 2024, ISBN 978-3-7645-0443-4.

Sturmzeit-Trilogie:
- Sturmzeit, 1989.
- Wilde Lupinen, 1992.
- Die Stunde der Erben, 1994.

Autobiographisch:
- Sechs Jahre. Der Abschied von meiner Schwester. Blanvalet, München 2014, ISBN 978-3-7645-0521-9.

Jugendbuchreihe Reiterhof Eulenburg:
- Die geheimnisvolle Spionin, 1990 / neu herausgegeben als: Mitternachtspicknick, 2010.
- Die Diamanten der schönen Johanna, 1990 / neu herausgegeben als: Diamantenraub, 2010.
- In der Falle der Tiermafia, 1990 / neu herausgegeben als: Gefährlicher Sommer, 2010.
- Schnee aus heiterem Himmel, 1991 / neu herausgegeben als: Mondscheingeflüster, 2010.

## Hörbücher
- Der Dolch des Kaisers. Gelesen von Eva Mattes. Tandem Verlag, Potsdam 2005, ISBN 978-3-83319-190-9 (Lesung, 1 CD, 55 Min.)
- Reiterhof Eulenburg – Mondscheingeflüster. Gelesen von Shandra Schadt. Der Audio Verlag (DAV), Berlin 2010, ISBN 978-3-89813-999-1 (Lesung, 2 CDs, 156 Min.)
- Reiterhof Eulenburg – Mitternachtspicknick. Gelesen von Shandra Schadt. DAV, Berlin 2010, ISBN 978-3-89813-943-4 (Lesung, 2 CDs, 142 Min.)
- Reiterhof Eulenburg – Diamantenraub. Gelesen von Shandra Schadt. DAV, Berlin 2010, ISBN 978-3-89813-944-1 (Lesung, 2 CDs, 143 Min.)
- Reiterhof Eulenburg – Gefährlicher Sommer. Gelesen von Shandra Schadt. DAV, Berlin 2010, ISBN 978-3-89813-998-4 (Lesung, 2 CDs, 142 Min.)
- Der Verehrer. Gelesen von Tessa Mittelstaedt. Random House Audio 2021, ISBN 978-3-8371-5249-4 (Hörbuch-Download,  15 Stunden und 36 Minuten)

## Verfilmungen
|    | Titel                        | Produktionsjahr | Erstausstrahlung   | Sender | Anmerkung                             |
| -- | ---------------------------- | --------------- | ------------------ | ------ | ------------------------------------- |
| 01 | Die Sünde der Engel          | 1999            | 5. Juni 1999       | ZDF    | 1. Folge der Charlotte-Link-TV-Reihe  |
| 02 | Sturmzeit – Teil 1           | 1999            | 13. Dezember 1999  | ZDF    | Miniserie in 5 Teilen                 |
| 03 | Sturmzeit – Teil 2           | 1999            | 15. Dezember 1999  | ZDF    | Miniserie in 5 Teilen                 |
| 04 | Sturmzeit – Teil 3           | 1999            | 17. Dezember 1999  | ZDF    | Miniserie in 5 Teilen                 |
| 05 | Sturmzeit – Teil 4           | 1999            | 19. Dezember 1999  | ZDF    | Miniserie in 5 Teilen                 |
| 06 | Sturmzeit – Teil 5           | 1999            | 20. Dezember 1999  | ZDF    | Miniserie in 5 Teilen                 |
| 07 | Das Haus der Schwestern      | 2001            | 10. März 2002      | ZDF    | 2. Folge der Charlotte-Link-TV-Reihe  |
| 08 | Der Verehrer                 | 2001            | 17. März 2002      | ZDF    | 3. Folge der Charlotte-Link-TV-Reihe  |
| 09 | Der Vater meines Sohnes      | 2003            | 4. April 2004      | ZDF    | 4. Folge der Charlotte-Link-TV-Reihe  |
| 10 | Das verräterische Collier    | 2004            | 18. April 2004     | ZDF    | 5. Folge der Charlotte-Link-TV-Reihe  |
| 11 | Die Rosenzüchterin – Teil 1  | 2003            | 7. November 2004   | ZDF    | 6. Folge der Charlotte-Link-TV-Reihe  |
| 12 | Die Rosenzüchterin – Teil 2  | 2003            | 8. November 2004   | ZDF    | 7. Folge der Charlotte-Link-TV-Reihe  |
| 13 | Die Täuschung                | 2005            | 16. April 2006     | ZDF    | 8. Folge der Charlotte-Link-TV-Reihe  |
| 14 | Am Ende des Schweigens       | 2006            | 26. Dezember 2006  | ZDF    | 9. Folge der Charlotte-Link-TV-Reihe  |
| 15 | Der fremde Gast              | 2006            | 8. April 2007      | ZDF    | 10. Folge der Charlotte-Link-TV-Reihe |
| 16 | Das Echo der Schuld – Teil 1 | 2008            | 12. April 2009     | ZDF    | Fernsehfilm in 2 Teilen               |
| 17 | Das Echo der Schuld – Teil 2 | 2008            | 13. April 2009     | ZDF    | Fernsehfilm in 2 Teilen               |
| 18 | Das andere Kind – Teil 1     | 2012            | 2. Januar 2013     | ARD    | Fernsehfilm in 2 Teilen               |
| 19 | Das andere Kind – Teil 2     | 2012            | 3. Januar 2013     | ARD    | Fernsehfilm in 2 Teilen               |
| 20 | Der Beobachter               | 2015            | 5. Dezember 2015   | ARD    | 11. Folge der Charlotte-Link-TV-Reihe |
| 21 | Die letzte Spur              | 2016            | 5. Januar 2017     | ARD    | 12. Folge der Charlotte-Link-TV-Reihe |
| 22 | Die Betrogene                | 2017            | 4. Januar 2018     | ARD    | 13. Folge der Charlotte-Link-TV-Reihe |
| 23 | Im Tal des Fuchses           | 2019            | 2. Januar 2020     | ARD    | 14. Folge der Charlotte Link-TV-Reihe |
| 24 | Die Entscheidung             | 2019            | 9. Januar 2020     | ARD    | 15. Folge der Charlotte Link-TV-Reihe |
| 25 | Die Suche – Teil 1           | 2020            | 25. Oktober 2021   | ARD    | 16. Folge der Charlotte Link-TV-Reihe |
| 26 | Die Suche – Teil 2           | 2020            | 30. Oktober 2021   | ARD    | 17. Folge der Charlotte Link-TV-Reihe |
| 27 | Ohne Schuld                  | 2024            | 14. September 2024 | ARD    | 18. Folge der Charlotte Link-TV-Reihe |